# Evarra
Evarra é um género de peixe actinopterígeo da família Cyprinidae.
Este género contém as seguintes espécies:
- †Evarra bustamantei Navarro, 1955
- †Evarra eigenmanni Woolman, 1894
- †Evarra tlahuacensis Meek, 1902